# Wattsia mossambica
Wattsia mossambica – gatunek ryby głębinowej z rodziny letrowatych, jedyny przedstawiciel rodzaju Wattsia Chan & Chilvers, 1974. Poławiana jako ryba konsumpcyjna na niewielką skalę.
Występowanie: gorące wody Oceanu Indyjskiego i Spokojnego, rafy koralowe na głębokościach od 100–180 m p.p.m.

## Opis
Osiąga do 55 cm długości. 